# Panorama du siège de Sébastopol
Pour les articles homonymes, voir Siège de Sébastopol.
Le panorama du siège de Sébastopol est une toile cilindrique monumentale conçue par l'artiste peintre Franz Roubaud achevée en 1904. 
L'œuvre est présentée de 1905 à 1942 au musée du panorama de Sébastopol, situé sur le boulevard historique est spécialement construit pour l'abriter. Le bâtiment et la toile sont détruits au cours de la Seconde Guerre mondiale. Une réplique est exposée dans le musée reconstruit à l'identique depuis 1955. 

## Réalisation du panorama
L'œuvre originale, haute de 14 m et longue de 115 m, est exécutée conformément à une commande passée par la Russie impériale en vue de la commémoration en 1905, du cinquantenaire du siège de Sébastopol par les troupes franco-britanniques durant la guerre de Crimée.  
Lauréat — parmi les projets de neuf autres candidats — d'un concours organisé en 1901, Franz Roubaud constitue une équipe et réalise son œuvre à Munich en collaboration avec les artistes peintres L. Schenhen, I. Merte, Karl Hubert Frosch et une vingtaine d’étudiants de l'académie de peinture de Bavière. Elle est transportée à Sébastopol et inaugurée en 1905 dans la rotonde de l'architecte Valentin Feldmann.

## Réplique
Le bâtiment et la toile disparaissent presque entièrement lors du bombardement de la ville par l'armée allemande au cours de la Seconde Guerre mondiale. 
La réplique est une reconstitution réalisé après la guerre par une équipe de peintres russes, dirigée par Vassili Iakovlev,  à partir de fragments originaux sauvés mais trop détériorés pour être restaurés, de photos et d'anciens livrets.